# Ida McKinley

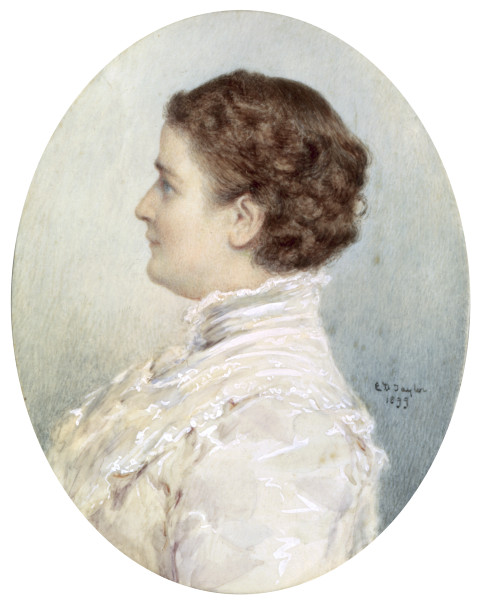
Ida McKinley

Ida Saxton McKinley (* 8. Juni 1847 in Canton, Ohio als Ida Saxton; † 26. Mai 1907 ebenda) war die Ehefrau des 25. US-Präsidenten William McKinley und die First Lady der Vereinigten Staaten von 1897 bis 1901.
Ida McKinley war die Tochter von James Asbury Saxton (* 1. Mai 1816 in Canton; † 16. März 1887) und Katherine Dewalt (* 18. August 1827; † 14. März 1873). Die beiden hatten 1846 geheiratet. Idas Großvater väterlicherseits, John Saxton, hatte 1815 die Ohio-Tageszeitung Repository gegründet.
Ida war das älteste von drei Kindern. Ihre Geschwister waren Mary Belinda Saxton Barber (1848–1917) und George Dewalt Saxton (1849–1898).
William McKinley und Ida Saxton heirateten am 25. Januar 1871. Aus der Ehe gingen zwei Töchter hervor, die beide im Kindesalter starben: Katherine (1871–1875) und Ida (1873–1873).
Nach der Ermordung von William kehrte Ida nach Canton zurück. Ihre jüngere Schwester kümmerte sich fortan um sie.
Ihre Beerdigung wurde unter anderem von Theodore Roosevelt besucht. Ida wurde an der Seite ihres Gatten und ihrer beiden Töchter im Canton’s McKinley Memorial Mausoleum begraben.